# Hans Heysen
Hans Heysen MBE (8 de outubro de 1877 – 2 de julho de 1968) foi um artista australiano nascido na Alemanha. Ele se tornou um nome familiar por suas aquarelas de árvores de goma australianas monumentais. Heysen também produziu imagens de homens e animais labutando no mato australiano, bem como representações inovadoras de paisagens áridas nas cordilheiras Flinders. Ele ganhou o Prêmio Wynne pintura de paisagem nove vezes.

## Biografia
Wilhelm Ernst Hans Franz Heysen nasceu em Hamburgo, Alemanha. Ele migrou para Adelaide, na Austrália do Sul, com sua família em 1884, aos 7 anos. Quando menino, Heysen mostrou desde cedo um interesse pela arte. Aos 14, ele deixou a escola para trabalhar com um comerciante de ferragens, mais tarde estudando arte durante as noites na Art School em seu tempo livre, com James Ashton. Ele ingressou no Adelaide Easel Club em 1897 e foi imediatamente reconhecido como um talento em ascensão.
Aos 20 anos, ele foi patrocinado por um grupo de ricos entusiastas da arte de Adelaide, H. H. Wigg, e pelos cunhados W. L. Davidson, e F. A. Joyner, e o mineiro Charles Henry de Rose para estudar arte por quatro anos na França.
Em 1912, Hans Heysen ganhou o suficiente com sua arte para comprar uma propriedade chamada "The Cedars" perto de Hahndorf em Adelaide Hills, que permaneceu como sua casa até sua morte em 1968 aos 90 anos. Hans Heysen é mais lembrado por suas pinturas notáveis que retratam ovelhas e gado entre enormes árvores de goma contra um fundo de impressionantes efeitos atmosféricos de luz.

## Família
Heysen casou-se com Selma Bartels (1878–1962) em 15 de dezembro de 1904. Seu pai era Adolph H.F. Bartels, um ex-Lorde Prefeito de Adelaide. Sua filha Nora Heysen também era uma artista de sucesso.

## Prêmio Wynne
Heysen ganhou o Prêmio Wynne nove vezes. Suas obras vencedoras foram:
- 1904 - Mystic Morn
- 1909 - verão (aquarela)
- 1911 - Transporte de madeira
- 1920 - Toilers (aquarela)
- 1922 - The Quarry (aquarela)
- 1924 - Tarde de outono (aquarela)
- 1926 - Farmyard, Frosty Morning
- 1931 - Gomas vermelhas do Extremo Norte (aquarela)
- 1932 - Desfiladeiro Brachina

## Reconhecimento
- Em 1945, ele foi nomeado um oficial da Ordem do Império Britânico para o serviço como curador da Galeria Nacional de Hobart[4]
- Em 1959 ele foi nomeado Cavaleiro Bacharel pelo serviço à arte[5]
- A trilha de Heysen e os túneis de Heysen receberam o nome de Heysen
- O distrito eleitoral de Heysen no Parlamento da Austrália do Sul leva o nome de Heysen